# Кисляковская
Кисляко́вская (в просторечии — Кисляко́вка, Кислякивка) — станица в Кущёвском районе Краснодарского края. Административный центр Кисляковского сельского поселения. Население — 5,4 тыс. жителей (2002).

## География
Расположен в северной части Приазово-Кубанской равнины.

Станица расположена на берегах Еи, в степной зоне, в 12 км южнее районного центра — станицы Кущёвская. Железнодорожная станция Кисляковка (на линии «Батайск—Тихорецкая») расположена 8 км юго-западнее центра станицы.

## История
Кисляковское куренное селение основано в 1794 году — одно из первых 40 поселений черноморских казаков на Кубани). Название было перенесено с куреня Запорожской Сечи, который был назван по селу Кисляк Винницкой области.
В конце XIX — начале XX века на страницах «Энциклопедического словаря Брокгауза и Ефрона» этот населённый пункт был описан следующим образом:
Кисляковская станица — Кубанской области, Ейского отдела; жителей 6466 коренных и 1492 пришлых; школа; торгово-промышленных заведений 24; фабрик и заводов 3.

## Население
| 1939   | 1959  | 1979  | 2002  | 2010  | 2021  |
| ------ | ----- | ----- | ----- | ----- | ----- |
| 14 010 | ↘6141 | ↘5953 | ↘5431 | ↘5145 | ↘4717 |

## Русская православная церковь
- Церковь Рождества Пресвятой Богородицы. Действующая
- Церковь Рождества Иоанна Предтечи. Утрачена. Построена в 1832 году. Церковь семиглавая, деревянная на каменном фундаменте[9].
- Скорбященская церковь. Утрачена. Построена в 1894 году. Здание деревянное на каменном фундаменте с такой же колокольней[9].

## Известные уроженцы
- Прихидько, Николай Яковлевич (1899—1957) — советский военачальник, генерал-лейтенант (1945)